# Giōrgos Pantazopoulos
Giōrgos Pantazopoulos (in greco Γιώγος Πανταζόπουλος?; Atene, 16 dicembre 1972) è un ex cestista greco.